# Montsjegorsk
Montsjegorsk (Russisch: Мончегорск, Montsjegorsk; Fins: Montsa) is een stad in de Russische oblast Moermansk. De stad ligt op het schiereiland Kola ten noorden van de noordpoolcirkel aan de Noordelijke uitlopers van het Chibinenmassief aan de oevers van het Imandrameer. Montsjegorsk ligt op 145 kilometer ten zuiden van Moermansk. De stad is zwaar vervuild.
In de buurt van de stad ligt de luchtmachtbasis Montsjegorsk van de Russische Luchtmacht alsook de zapovednik Laplandski.

## Geschiedenis
De stad werd gesticht in 1937 bij de ontginning van een koper-nikkel-ertslaag, waarop hier een groot centrum voor de koper-nikkelindustrie ontstond. Het bedrijf hieromheen was lange tijd het Mijnbouw-metallurgisch bedrijf van Kola, later Severnikel genoemd, hetgeen sinds 2001 onderdeel is van Norilsk Nikkel.

## Demografie
| 1959   | 1970   | 1979   | 1989   | 2002   |
| ------ | ------ | ------ | ------ | ------ |
| 45.500 | 46.000 | 51.400 | 68.652 | 52.242 |

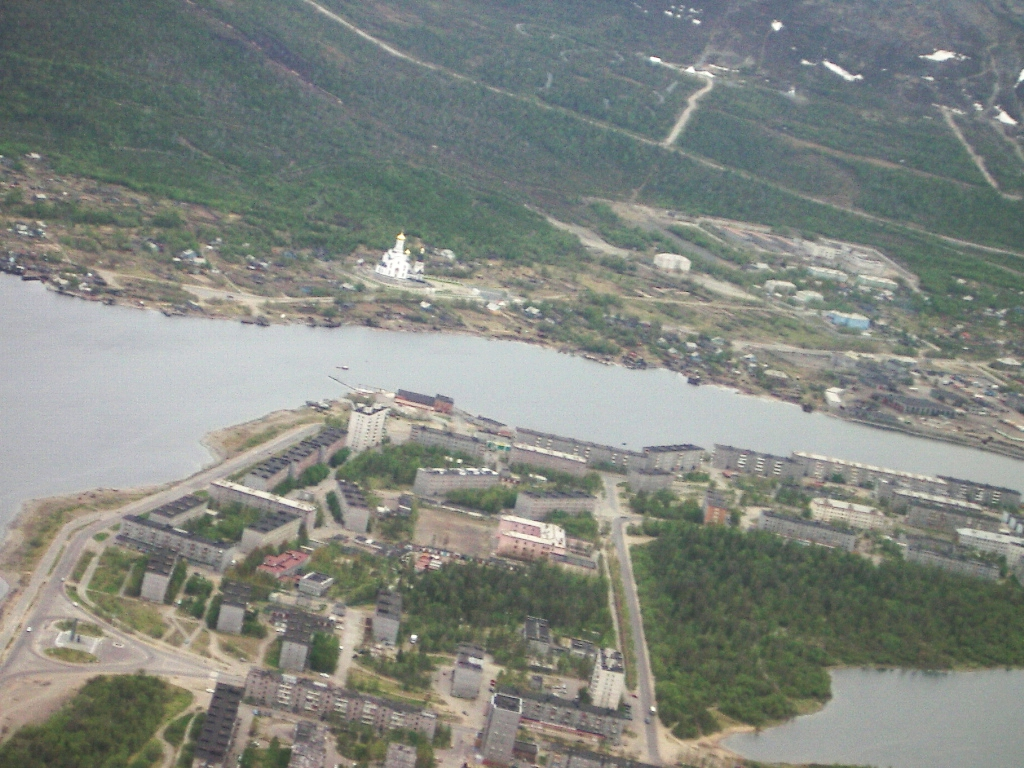
luchtfoto van het zuidoostelijke deel van de stad met de Montsjebaai (bocht van het Imandrameer) in het midden en het Komsomolskojemeer rechtsonder

Bestuurlijk centrum: Moermansk

Apatity · Gadziejevo · Kandalaksja · Kirovsk · Kola · Kovdor · Montsjegorsk · Olenogorsk · Ostrovnoj · Poljarny · Poljarnye Zory · Severomorsk · Snezjnogorsk · Zaozjorsk · Zapoljarny